# بنيامين ف. هيك
بنيامين ف. هيك (بالإنجليزية: Benjamin F. Hake) (من مواليد 3 سبتمبر 1895، أوماها، نبراسكا - تُوفي في 5 أغسطس 1973، سانتا باربرا، كاليفورنيا) وهو جيولوجي أمريكي في مجال النفط ساعد في استكشاف حقول النفط المكسيكية في ولاية باها كاليفورنيا، والساحل الغربي للمكسيك، وولاية تاماوليباس، وولاية فيراكروز. خدم في الحربين العالميتين. في الحرب العالمية الأولى مع سلاح الإسعاف ومحمية المدفعية للسكك الحديدية في فرنسا. وكان ضابطاً في الحرب العالمية الثانية، كان يعمل على مشروع كانول وتقديم المشورة بشأن السياسات البترولية الوطنية. بعد الحرب، ساعد شركة نفط الخليج في عدد من البلدان بما في ذلك المغرب والبرازيل وتونس والجزائر، وأصبح المدير العام لشركة نفط الخليج في بوليفيا.

## حياته وعائلته
ولد هيك في 3 سبتمبر 1895 في أوماها (نبراسكا)، ابن بنجامين فرانكلين هيك وأورا سميث هاكي. عندما كان طفلاً، سافر حول أمريكا مع عائلته، لكنه قضى معظم وقته في وايومنغ. تخرج من مدرسة البوليتكنيك الثانوية في لوس أنجلوس، وبعد تخرجه، عمل في خدمة الدليل وخدمة سيارات الأجرة في ورلاند، وايومنغ لمدة عامين. في عام 1916، حصل على وظيفة كمساعد ودليل لشارلز داك على المسح الجيولوجي. مما قاده إلى علم الجيولوجيا. لكن حياته كطالب كانت منقطعة بسبب الحرب العالمية الأولى. دخل كرجل مجند في الفيلق الطبي الأمريكي، ونقل إلى محمية المدفعية للسكك الحديدية، وتم تصريفه بشرف في نهاية الحرب برتبة ملازم. درس في إطار بيلي ويليس وحصل على شهادته في الجيولوجيا من جامعة ستانفورد.
في مهمته الأولى، تم تعيينه من قبل شركة مارلاند أويل أوف بونكا أوكلاهوما، لمسح مناطق كبيرة من الساحل الغربي للمكسيك بما في ذلك مازاتلان، بويرتو فالارتا وأكابولكو بالإضافة إلى ولاية باها كاليفورنيا للتأكد مما إذا كانت هناك مناطق يجب استكشافها بالتفصيل . كانت الثورة المكسيكية لا تزال مستمرة في هذا الوقت وخلال فترة رحلته. التقى هوك ببعض كبار الجنرالات، ونام في أكواخ مع المتضررين من الحرب، وعبر صحاري باجا على البغال. بينما كان في هذه المهمة التي استمرت لمدة عام، تراسل مع صديقته، كيربي إنغولدزبي، أول طالبة في الهندسة الميكانيكية في جامعة ستانفورد. وقد تزوجا بعد عدة أشهر من عودته وبقيا متزوجين حتى وفاتها في عام 1966. وكان لديهما أربعة أطفال وخمسة أحفاد.

## عمله
عمل هيك في مارلاند وقام بالتحقيق في مناطق في كاليفورنيا، وتاموليباس، وفيرا كروز، وخليج هدسون، وألبرتا، وساسكاتشوان، ومانيتوبا. أصبحت دراسته للنطاقات الساحلية في كاليفورنيا أساس أطروحة الماجستير. في عام 1929، أصبح المدير الإداري ورئيس الجيولوجيا لشركة نوردون كورب في ألبرتا. في هذا الدور، أدرجت نصيحته في قانون حفظ الغاز والبتر في ألبرتا. ثم انتقل إلى شركة نفط الخليج، حيث قام بتوجيه الهندسة في ميشيغان وانديانا وعدة ولايات أخرى. في الحرب العالمية الثانية، عاد إلى الجيش كمقدم، وكان مستشارًا لمشروع كانول، أول خط أنابيب في ألاسكا في أمريكا. ثم عمل مع قسم المحروقات وزيوت التشحيم في مكتب مدير الإمداد العام. ساعد في التخطيط وتشكيل السياسة لبرنامج البترول. تمت ترقيته إلى اللفتنانت كولونيل وحصل على وسام وسام الاستحقاق (الأمريكي) في عام 1946. بعد الحرب، عاد إلى شركة نفط الخليج وقضى عدة سنوات يعمل في البحر الأبيض المتوسط وأمريكا الجنوبية. في أوائل 1950، أصبح المدير العام لشركة نفط الخليج في بوليفيا. تقاعد إلى سانتا باربرا، كاليفورنيا في عام 1959.
كان هيك محاضرًا مشهوراً ومؤلفًا نشطًا. كان عضوا في نادي كوسموز وزميل المجتمع الجغرافي الامريكي.

## للمزيد من القراءة
- "Glaciers" on Alcan Highway: Whitehorse, Y.T., to Fairbanks, Alaska", Benjamin F. Hake, on Google books
- "A study of faulting in the Coast Ranges, California", Benjamin F. Hake on Google books